# یوری بیلونوه
یوری بیلونوه (اوکراینی: Юрій Білоног؛ زادهٔ ۹ مارس ۱۹۷۴) پرتاب‌گر وزنه اهل اوکراین است.